# オリヴァー・バーク
オリヴァー・ジェイセン・バーク（Oliver Jasen Burke, 1997年4月7日 - ）は、スコットランド・キルカルディ出身のサッカー選手。1.FCウニオン・ベルリン所属。ポジションはフォワード、ミッドフィールダー。

## クラブ経歴
2014年、イングランド2部のノッティンガム・フォレストFCでプロデビューを果たし、2015年にブラッドフォード・シティAFCレンタル移籍した。
2016年8月28日、ドイツのRBライプツィヒに5年契約で移籍した。移籍金はスコットランド人プレイヤー最高金額となる推定1300万ユーロ（約15億円）と報じられている 。9月10日のボルシア・ドルトムント戦にてユスフ・ポウルセンとの交代途中出場でデビューを果たし、9月25日の1.FCケルン戦で初得点を記録した。
2017年8月25日、ウェスト・ブロムウィッチ・アルビオンFCと5年契約を締結した。
2019年1月5日、セルティックFCにシーズン終了までのレンタル移籍。
2019年8月31日、デポルティーボ・アラベスへのローン移籍が発表された。
2020年9月9日、シェフィールド・ユナイテッドFCと3年契約を締結した。
2022年1月21日、ミルウォールFCへレンタル移籍。
2022年6月30日、ヴェルダー・ブレーメンとの契約が発表された。
2023年1月30日、古巣であるミルウォールFCへ2022-23シーズン終了時までレンタル移籍をすることが決定した。
2023年9月1日、バーミンガム・シティFCにレンタル移籍。
2025年5月26日、1.FCウニオン・ベルリンに移籍した。

## 代表歴
スコットランド代表として各年代でプレー。2016年3月10日、デンマーク代表戦でA代表デビューを果たした。